# Georg Brandes Plads
Georg Brandes Plads er en plads i København, der ligger ved krydset mellem Øster Voldgade og Sølvgade. Pladsen er opkaldt efter litteraturkritikeren og kulturpersonligheden Georg Brandes (1842-1927), der var en central skikkelse i dansk og europæisk litteraturhistorie.

## Historie
Pladsen fik sit navn i 1992, da man ønskede at hædre Georg Brandes på 150-årsdagen for hans fødsel. Brandes havde dog ingen direkte tilknytning til området omkring Østervold, men pladsen var ledig, hvilket gjorde det muligt at opkalde den efter ham.

## Kunst og mindesmærker
I Den Hirschsprungske Samling, ikke langt fra pladsen, findes P. S. Krøyers berømte maleri fra 1901, der skildrer Brandes som foredragsholder. Ved indgangen til Kongens Have står en buste af Georg Brandes. Busten er udført efter en gipsbuste skabt af den tyske billedhugger Max Klinger (1857-1920). Den blev skænket af Georg Brandes-selskabet og afsløret den 4. februar 1993 på Brandes’ fødselsdag.

## Byens rum
Selvom pladsen bærer navnet Georg Brandes Plads, opleves den mere som et vejkryds end som en egentlig plads. Den eneste bygning med en adresse til pladsen er den tidligere Sølvgades Kaserne. En omlægning af arealet foran Statens Museum for Kunst har dog bidraget til at skabe et byrum, der forbinder de store parker Kongens Have og Østre Anlæg.

## Overvejelser om at flytte navnet
Omkring år 2001 var der planer om at flytte pladsens navn til en ny vej i Ørestad Nord, hvor den ville passe ind blandt veje opkaldt efter forskere og akademikere. Dette blev dog ikke til noget, da man i stedet valgte at opkalde vejene efter forfattere og komponister.